# 美国矮樱
美国矮樱（學名：Prunus × cistena）是蔷薇科李属的樱桃李和沙樱桃的杂交种。目前普遍栽植的是紫叶李（Prunus cerasifera 'Pissardii'）与沙樱桃杂交而得的紫叶矮樱，春季观花，夏秋观叶，是优良的围篱植物。